# 샤니아 트웨인
샤니아 트웨인(영어: Shania Twain 셔나이어 트웨인[*], OC, 1965년 8월 28일 ~ )은 캐나다의 음악가이다. 그녀는 그래미상 5회 수상, BMI 송라이터 상 27회 수상 등의 수상기록을 보유하고 있으며, 팝 음악에서 주요한 크로스오버의 성과를 이룬 선구적인 컨트리 가수 중 하나로 꼽힌다.
국가별 판매량 인증 합산에 따르면 샤니아 트웨인은 세계적으로 통산 약 7천2백만 장의 음반을 판매한 것으로 집계되었으며, 비공식 기록까지 합산한 추정 판매량은 8천만 장에 이른다.

## 어린 시절
샤니아 트웨인은 1965년 8월 28일 온타리오주 윈저에서 클래런스 에드워즈(Clarence Edwards)와 샤론 에드워즈(Sharon Edwards)의 딸로 태어났다. 어릴 적 이름은 아일린 레지나 에드워즈(Eilleen Regina Edwards)였다. 2살 때 부모가 이혼하여 어머니와 누이들과 함께 티민스로 이주하였고, 어머니가 오지브와족(Ojubwa) 인디언 제리 트웨인(Jerry Twain)과 재혼함에 따라 그녀의 성은 트웨인이 되었다.
불우한 환경 속에 어린 시절을 보낸 그녀는 사냥과 나무베기를 배웠고, 가족을 부양하기 위해 맥도날드에서 아르바이트를 하고 지방의 클럽과 술집에서 노래를 부르면서 돈을 벌었다. 10세 때, 〈Is Love a Rose〉와 〈Just Like the Storybooks〉를 작사하였다. 1980년대 초반에는 온타리오 주 북부에서 양아버지의 일을 돕기도 하였다.

## 음악 경력

### 초기 경력
샤니아 트웨인은 13세 때 아일린 트웨인(Eilleen Twain)이란 이름으로 CBC의 《토미 헌터 쇼》에 초청되어 공연하였으며, 고등학교 재학 중에는 밴드 롱샷(Longshot)의 싱어로 활약하기도 하였다. 1983년 고등학교 졸업 후, 트웨인은 자신의 음악적 안목을 넓히는 데 열성적이어서 밴드가 해체된 이후에도 다이앤 체이스가 이끄는 커버 밴드 플러트(Flirt)와 함께 온타리오 각지에서 순회공연을 하였다. 토론토에서 이언 개릿(Ian Garrett)에게 보컬 레슨을 받은 이후 1984년 가을, 토론토의 DJ 스탠 캠벨(Stan Campbell)은 그녀의 재능을 눈여겨 보아 가수 팀 데니스(Tim Denis)의 음반 작업을 하는 동안 〈Heavy on the Sunshine〉에 트웨인을 백 보컬로 참여할 수 있도록 했다.
이후 캠벨은 그녀를 미국 테네시 주의 내슈빌로 데려가 몇 가지 데모 음반 녹음을 시키기도 했지만, 트웨인은 재정적인 어려움에서 벗어나지 못했다. 캠벨은 그와 계약한 컨트리 가수 메리 베일리(Mary Bailey)와 함께 공연활동을 하도록 하였고, 트웨인은 케노가미 호(湖)에 있는 베일리의 집으로 이주하였다. 트웨인은 그 곳에서 매일 음악 연습을 하면서 지냈다.
몇개월 후 트웨인은 캐나다로 돌아와 커클랜드레이크 시내의 집으로 옮기고, 키보디스트 에릭 램비어(Eric Lambier)와 드러머 랜디 여코(Randy Yurko)를 만나 새로운 밴드를 결성하여 토론토 인근의 보우맨빌로 이주하였다. 1986년 늦은 여름에 메리 베일리가 트웨인에게 캐나다 컨트리 음악 협회의 관리자들과 긴밀한 접촉을 하던 지휘자 존 킴 벨(John Kim Bell)을 소개시켰다. 그해 가을 트웨인은 컨트리보다 팝, 록 음악에 관심을 갖기 시작하였다. 샤니아 트웨인은 1987년 2월 8일 토론토의 로이 톰슨 회관에서 토론토 심포니 오케스트라(Toronto Symphony Orchestra)와 함께 첫 공연을 진행하였다.
1987년 11월 1일 어머니와 양아버지가 자동차 사고로 사망하자, 샤니아 트웨인은 자신의 누이와 이복 형제들을 데리고 온타리오 주 헌츠빌로 옮겨 디어허스트 리조트 근처에서 공연으로 돈을 벌면서 남은 가족들을 부양하였다.

### 1993~1996
그녀의 가족들이 독립한 후에 트웨인은 그녀의 노래들을 담은 데모 테이프를 취합해 머큐리 내슈빌 레코드사와 계약을 맺었다. 바로 이 시기에 "샤니아"(오지브와족 말로 "내 길을 가는 중")란 이름으로 개명하였다.
데뷔앨범 《Shania Twain》은 북미에서 1993년에 발매되어 모국인 캐나다 외에까지 관심을 모았다. 앨범의 성적은 미국 컨트리 앨범 차트에서 67위를 기록하는 데에 그쳤으나, 평론가들로부터 긍정적인 평을 많이 받았다. 앨범에는 미국에서 어느 정도 성적을 거둔 〈What Made You Say That〉과 〈Dance with the One That Brought You〉등이 수록되었다. 유럽에서는 더욱 성공적이었고, 샤니아 트웨인은 Country Music Television Europe의 올해의 뜨는 비디오 스타 상(Rising Video Star of the Year Award)을 받았다.
이 시기에 제작자 로버트 존 머트 랭이 트웨인의 노래들을 듣고 그녀와 함께 작업할 것을 제안하였는데, 둘은 전화로 많은 대화를 다눈 후에 1993년 6월 내쉬빌의 팬 페어에서 만났다고 한다. 트웨인과 랭은 몇주 안에 가까운 사이가 되었고, 그녀의 2번째 앨범 《The Woman in Me》를 위해 함께 작사를 한 것으로 알려졌다.
앨범은 1995년 봄에 발매되었는데, 앨범의 첫 싱글 〈Whose Bed Have Your Boots Been Under?〉는 빌보드 컨트리 차트에서 11위에 올랐다. 이 앨범에는 히트곡 〈(If You're Not in it for Love) I'm Outta Here!〉, 〈You Win My Love〉, 〈No One Needs to Know〉 등이 수록되어 있다. 이 앨범으로 샤니아 트웨인은 그래미 최고 컨트리 앨범상을 받았고, 아카데미상 올해의 앨범 부문까지 휩쓸었다.

### 1997~2001
1997년 샤니아 트웨인은 《Come On Over》를 발표하였다. 그녀를 성공적 크로스오버 가수로 알린 이 앨범에는 〈You're Still the One〉, 〈Don't Be Stupid〉, 〈You've Got A Way〉, 〈Man! I Feel Like a Woman〉, 〈That Don't Impress Me Much〉와 〈From This Moment On〉 등의 곡들이 수록되어 있다.
앨범은 2년여 동안 차트에 머물렀고, 세계적으로 3,900만장이 팔려 최대 판매 앨범이 되었다. 〈You're Still the One〉과 〈Man! I Feel Like a Woman!〉 등 이 앨범의 수록곡들로 샤니아 트웨인은 다음 2년 동안 최고 컨트리 노래 부문과 최고 여성 컨트리 공연 부문 등 4개의 그래미상을 받았다. 제작자 로버트 존 머트 랭 또한 그래미상을 받았다.
앨범은 빌보드 200 차트에서 2위에 올랐으며, 영국 음반 차트에서 11주 동안 1위를 차지하면서 영국 내 최대 판매 앨범이 되었다(약 400만 장). 유럽 전역에서도 히트를 하여 독일에서는 100만 장 이상 팔렸다. 〈That Don't Impress Me〉는 1999년 여름에 영국에서 3위, 독일에서 톱10에 들었다. 〈Man! I Feel Like a Woman〉은 같은 해 가을에 영국과 프랑스 양국에서 3위를 차지하였다. 뿐만 아니라, 빌보드 200의 톱20에 가장 오래 머문 기록을 세웠다.
샤니아 트웨인은 1998년 첫 순회공연 'Come On Over Tour'를 시작해, 지구촌 여러 곳에서 관중들의 열광을 얻었다. 2000년에는 크리스마스 기념앨범을 발표하는 계획을 세웠으나, 그해 후반에 취소되었다.

### 2002~2005
2년 간의 휴식기를 보낸 후 2집 앨범 《Up!》이 2002년 11월 19일에 발매되었으며, 샤니아 트웨인은 2003년 9월 25일 해밀턴에서 'Up! Tour'를 진행하였다.
앨범은 팝/록의 빨간색 CD, 컨트리의 초록색 CD, 월드/댄스의 파랑색 CD 등 세 가지 형태로 발매되었다. 앨범은 빌보드 앨범 차트에서 1위를 차지하고, 첫 주에만 874,000장이 팔렸다. 5주 동안 1위에 머물렀으며, 독일에서 1위, 오스트레일리아에서 2위, 영국과 프랑스에서는 톱5에 도달하였다.
앨범의 첫 싱글 〈I'm Gonna Getcha Good〉은 미국에서 컨트리 차트 톱10곡이 되었고, 팝 차트에서는 톱40을 이루었다. 대서양 다른 쪽에서는 팝 버전으로 나오면서 더욱 큰 히트곡이 되었고, 영국에서 4위를 차지하였다. 오스트레일리아, 프랑스, 독일에서는 톱15에 도달하였다. 두 번째 싱글 〈Ka-Ching!〉은 유럽 시장에서 가장 중요한 스매시 히트곡이 되었으며, 독일과 오스트리아 등 유럽 국가들에서 1위에 올랐다.
세 번째 싱글 〈Forever and For Always〉는 미국에서 가장 성공적 히트가 되었으며, 컨트리 차트에서 4위를 차지하였다.
2004년 트웨인은 대표곡들을 수록한 편집 앨범 《Greatest Hits》를 발표하였다. 2008년까지 미국에서 400만장이 팔렸다고 한다. 앨범에는 3개의 신곡들도 포함되었는데, 슈가 레이의 리드 싱어 마크 맥그래스와 듀엣으로 부른 〈Party For Two〉는 영국과 독일에서 톱10을 기록했다. 다음에 나온 싱글곡들 〈Don't〉와 〈I Ain't No Quitter〉도 성공적이었다.
2005년 8월 TV 시리즈 드라마 《위기의 주부들》의 주제곡 〈Shoes〉를 발표하였다.

### 2006년 이후
2007년 11월 13일 캐나다의 원로 가수 앤 머리가 앨범 《Anne Murray Duets: Friends & Legends》를 발표하였는데, 트웨인은 이에 참여해 앤 머리의 노래 〈You Needed Me〉를 함께 불렀다.
2009년 1월 초에 인터넷 포럼들은 트웨인이 1월 26일에 새 앨범을 발표할 계획이라는 보도를 하였으나, 22일에 머큐리 내슈빌 레코드사는 아무런 신보도 나오지 않을 것이라 밝혔다. 6월에 샤니아 트웨인은 팬들에게 신보발매 연장에 대한 설명이 담긴 편지를 썼다.
2010년 밴쿠버 동계 올림픽에서는 성화 봉송 주자로 출연하였다.
2011년 5월 3일 샤니아 트웨인은 자신의 첫 번째 저서 《From This Moment On》를 발매하였으며, 3월 27일에 캐나다 음악 명예의 전당에 입성하였다.

## 음반 목록
- Shania Twain (1993)
- The Woman in Me (1995)
- Come On Over (1997)
- Up! (2002)
- Now (2017)
- Queen of Me (2023)

## 서훈
- 2005년 캐나다 훈장 오피서(OC)